# Максимін із Прованса
Максимін (лат. Maximinus, також лат. Maximus, I століття) — єпископ Екс-ан-Прованса. Шанується святим, пам'ять 8 червня.
Св. Максимін, перший єпископ Екс-ан-Провансу, на думку деяких був одним з 72 учнів Христа. Згідно з переказами Західної церкви він супроводжував у Галлію свв.  Марію Магдалину, Марію Клеопова, Марфу і Лазаря. Згідно з одним із джерел св. Максимін іменується «людиною, сліпою від народження».